# Étienne Didot
Étienne Didot (født 24. juli 1983 i Paimpol, Frankrig) er en fransk fodboldspiller, der spiller som midtbanespiller hos Guingamp. Han kom til klubben i 2016. Tidligere har han spillet hos Rennes og Toulouse.

## Landshold
Didot har (pr. marts 2018) endnu ikke optrådt for Frankrigs A-landshold, men spillede mellem 2003 og 2005 16 kampe for landets U-21 hold.